# Vlag van Hulster Ambacht

Vlag van Hulster Ambacht

De vlag van Hulster Ambacht is in de zomer van 1970 in gebruik genomen als de vlag van het Hulster Ambacht. De vlag kan als volgt worden beschreven:
Zeven even hoge horizontale banen; de bovenste en onderste driehoekig van blauw en wit; de andere banen van blauw en wit, over het geheel aan de broeking, reikend tot boven, onder en broeking, een geel vierkant, staand op zijn punt, groen omrand van 1/7 vlaghoogte, belast met een zwart ploegijzer en spade gekruist.
De vlag is vastgesteld naar ontwerp van Klaes Sierksma, en geadviseerd door de Stichting voor Banistiek en Heraldiek.
Vanaf 1999 is de vlag niet langer als de vlag van deze waterschap in gebruik omdat het waterschap Hulster Ambacht in het nieuwe waterschap Zeeuws-Vlaanderen op is gegaan.

## Verwante afbeeldingen

Wapen van Hulster Ambacht

Aa en Maas · Amstel, Gooi en Vecht · Brabantse Delta · Delfland · De Dommel · Drents Overijsselse Delta · Fryslân · Hollands Noorderkwartier · Hollandse Delta · Hunze en Aa's · Limburg · Noorderzijlvest · Rijn en IJssel · Rijnland · Rivierenland · Scheldestromen · Schieland en de Krimpenerwaard · De Stichtse Rijnlanden · Vallei en Veluwe · Vechtstromen · Zuiderzeeland
Voormalige waterschappen: 
De Aa · De Aarlanden · Alblasserwaard en de Vijfheerenlanden · De Alm · Amelander Grieën · Amstel- en Gooiland · Amstelland · Boarn en Klif · De Bovenvecht · Drentse Aa · Duurswold · Eemszijlvest · Goeree-Overflakkee · Gouwelanden · Groot Maas en Waal · Groot-Haarlemmermeer · Groot-Waterschap van Woerden · Groote Waard · Haarlemmermeerpolder · Hulster Ambacht · IJsselmonde · Krimpenerwaard · Land van Heusden en Altena · Het Lange Rond · Lauwerswâlden · Leidse Rijn · Linge · De Maaskant · Het Maasterras · Mark en Dintel · Marne-Middelsee · Meer en Woude · De Middelsékrite · De Nederwaard · Noord-Beveland · Noord- en Zuid-Beveland · Noord-Limburg · Noord-Veluwe · Noordhollands Noorderkwartier · Noordoostpolder · Noordwoude · Oldambt · Oude IJssel · De Overwaard · De Proosdijlanden · Purmer · Regge en Dinkel · De Runde · Salland · Schermer · Schieland · De Schipbeek · Schouwen-Duiveland · Sevenwolden · De Stellingwerven · Tholen · Tusken Waed en Ie · Uitwaterende Sluizen in Kennemerland en West-Friesland · De Vechtlanden · De Vier Noorder Koggen · Het Vrije van Sluis · De Waadkant · Walcheren · Waterland · De Waterlanden · Westergo's IJsselmeerdijken · Westerkwartier · Westfriesland · Wilck en Wiericke · Wilhelminapolder · Zuiveringschap Limburg